# Giải bóng đá Vô địch U-21 Quốc gia 2023
Giải bóng đá Vô địch U-21 Quốc gia 2023, tên gọi chính thức là Giải bóng đá Vô địch U-21 Quốc gia Thanh Niên 2023 là mùa giải thứ 27 của Giải bóng đá Vô địch U-21 Quốc gia do Liên đoàn bóng đá Việt Nam (VFF) phối hợp với báo Thanh Niên tổ chức. Mùa giải lần này diễn ra theo hai giai đoạn, với giai đoạn vòng loại từ ngày 3 tháng 9 đến ngày 13 tháng 9 năm 2023. Vòng chung kết của giải, gồm 12 đội bóng, được tổ chức tại Thanh Hóa và Nghệ An từ ngày 18 tháng 9 đến ngày 1 tháng 10 năm 2023.

## Các đội bóng
22 đội bóng đã đăng ký tham dự mùa giải lần này từ vòng loại. Với tư cách là chủ nhà của vòng chung kết, Đông Á Thanh Hóa và Sông Lam Nghệ An được miễn thi đấu vòng loại. Các đội bóng được sắp xếp sẵn vào các bảng đấu dựa theo khu vực địa lý. Những đội bóng đóng vai trò là chủ nhà của bảng đấu vòng loại được in đậm.
| Chủ nhà vòng chung kết | 1. Đông Á Thanh Hóa 2. Sông Lam Nghệ An                                                           | 1. Đông Á Thanh Hóa 2. Sông Lam Nghệ An                                          | 1. Đông Á Thanh Hóa 2. Sông Lam Nghệ An                           | 1. Đông Á Thanh Hóa 2. Sông Lam Nghệ An                                   |
| Các đội còn lại        | Bảng A                                                                                            | Bảng B                                                                           | Bảng C                                                            | Bảng D                                                                    |
| Các đội còn lại        | 1. Luxury Hạ Long 2. Hà Nội 3. Phú Thọ 4. Trung tâm đào tạo bóng đá Đào Hà 5. Viettel 6. PVF-CAND | 1. SHB Đà Nẵng 2. Quảng Nam 3. Quảng Ngãi 4. Huế 5. Kon Tum 6. Hoàng Anh Gia Lai | 1. Đồng Nai 2. Khánh Hòa 3. Tây Ninh 4. Gama Vĩnh Phúc 5. Đắk Lắk | 1. Cần Thơ 2. Đồng Tháp 3. Long An 4. Tiền Giang 5. Thành phố Hồ Chí Minh |

| Không tham dự (so với mùa giải trước)                                                                          |
| --- |
| - Becamex Bình Dương - Bến Tre - Công an Nhân dân - Gia Định - Hải Phòng - Học viện bóng đá Nutifood - Phú Yên |

## Bốc thăm
Lễ bốc thăm xếp lịch thi đấu vòng loại Giải bóng đá Vô địch U-21 Quốc gia Thanh Niên 2023 diễn ra vào 14:00 ngày 25 tháng 8 năm 2023 tại trụ sở VFF ở quận Nam Từ Liêm, Hà Nội.

### Các bảng đấu
| VT | Đội                   |
| -- | --------------------- |
| A1 | PVF-CAND              |
| A2 | Hà Nội                |
| A3 | Luxury Hạ Long        |
| A4 | Phú Thọ               |
| A5 | Trung tâm ĐTBĐ Đào Hà |
| A6 | Viettel               |

| VT | Đội               |
| -- | ----------------- |
| B1 | Hoàng Anh Gia Lai |
| B2 | Quảng Ngãi        |
| B3 | SHB Đà Nẵng       |
| B4 | Huế               |
| B5 | Kon Tum           |
| B6 | Quảng Nam         |

| VT | Đội            |
| -- | -------------- |
| C1 | Đắk Lắk        |
| C2 | Đồng Nai       |
| C3 | Tây Ninh       |
| C4 | Khánh Hòa      |
| C5 | Gama Vĩnh Phúc |

| VT | Đội                   |
| -- | --------------------- |
| D1 | Thành phố Hồ Chí Minh |
| D2 | Long An               |
| D3 | Cần Thơ               |
| D4 | Tiền Giang            |
| D5 | Đồng Tháp             |

## Vòng loại
Vòng loại diễn ra từ ngày 3 tháng 9 đến ngày 13 tháng 9 năm 2023. Các đội bóng trong mỗi bảng thi đấu vòng tròn một lượt, chọn hai đội đứng đầu mỗi bảng cùng hai đội xếp thứ ba có thành tích tốt nhất vào vòng chung kết.

### Các tiêu chí
Các đội được xếp hạng theo điểm (3 điểm cho 1 trận thắng, 1 điểm cho 1 trận hòa, 0 điểm cho 1 trận thua), và nếu bằng điểm, các tiêu chí sau đây được áp dụng theo thứ tự, để xác định thứ hạng:
1. Điểm trong các trận đối đầu trực tiếp giữa các đội bằng điểm;
2. Hiệu số bàn thắng thua trong các trận đối đầu trực tiếp giữa các đội bằng điểm;
3. Số bàn thắng ghi được trong các trận đối đầu trực tiếp giữa các đội bằng điểm;
4. Nếu có nhiều hơn hai đội bằng điểm, và sau khi áp dụng tất cả các tiêu chí đối đầu ở trên, một nhóm nhỏ các đội vẫn còn bằng điểm nhau, tất cả các tiêu chí đối đầu ở trên được áp dụng lại cho riêng nhóm này;
5. Hiệu số bàn thắng thua trong tất cả các trận đấu bảng;
6. Số bàn thắng ghi được trong tất cả các trận đấu bảng;
7. Sút luân lưu nếu chỉ có hai đội bằng điểm và họ gặp nhau trong trận cuối cùng của bảng;
8. Điểm kỷ luật (thẻ vàng = –1 điểm, thẻ đỏ gián tiếp (2 thẻ vàng) = –3 điểm, thẻ đỏ trực tiếp = –3 điểm, thẻ vàng và thẻ đỏ trực tiếp = –4 điểm);
9. Bốc thăm.

### Bảng A
| VT | Đội                   | ST | T | H | B | BT | BB | HS  | Đ  | Giành quyền tham dự |
| -- | --------------------- | -- | - | - | - | -- | -- | --- | -- | ------------------- |
| 1  | Viettel               | 5  | 4 | 1 | 0 | 22 | 2  | +20 | 13 | Vòng chung kết      |
| 2  | Hà Nội                | 5  | 4 | 0 | 1 | 11 | 1  | +10 | 12 | Vòng chung kết      |
| 3  | PVF-CAND (H)          | 5  | 3 | 1 | 1 | 14 | 2  | +12 | 10 | Vòng chung kết      |
| 4  | Phú Thọ               | 5  | 2 | 0 | 3 | 4  | 19 | −15 | 6  |                     |
| 5  | Trung tâm ĐTBĐ Đào Hà | 5  | 1 | 0 | 4 | 3  | 15 | −12 | 3  |                     |
| 6  | Luxury Hạ Long        | 5  | 0 | 0 | 5 | 1  | 16 | −15 | 0  |                     |

| Phú Thọ                        | 2–1      | Trung tâm ĐTBĐ Đào Hà |
| ------------------------------ | -------- | --------------------- |
| - Trung Đạo 6' - Tiến Dũng 30' | Chi tiết | - Văn Nam 25' (l.n.)  |

| PVF-CAND | 0–1      | Hà Nội                |
| -------- | -------- | --------------------- |
|          | Chi tiết | - Văn Việt 37' (l.n.) |

| Luxury Hạ Long | 0–7      | Viettel                                                                                     |
| -------------- | -------- | ------------------------------------------------------------------------------------------- |
|                | Chi tiết | - Ngọc Tú 6' - Hữu Tuấn 18' - Đăng Dương 60', 76', 89' - Công Phương 73' - Tùng Dương 90+3' |

| Viettel                                                                      | 6–1      | Phú Thọ           |
| ---------------------------------------------------------------------------- | -------- | ----------------- |
| - Hữu Tuấn 8', 71', 90' - Hoàng Khanh 39' - Đăng Dương 60' - Công Phương 87' | Chi tiết | Bùi Huy Hoàng 86' |

| Trung tâm ĐTBĐ Đào Hà | 0–4      | PVF-CAND                                                 |
| --------------------- | -------- | -------------------------------------------------------- |
| Văn Tình 75'          | Chi tiết | - Thắng Long 17' - Bá Đạt 40' - Gia Bảo 76' (ph.đ.), 78' |

| Hà Nội                                             | 3–0      | Luxury Hạ Long |
| -------------------------------------------------- | -------- | -------------- |
| - Trí Phong 14' - Thái Học 45+3' - Quang Duyệt 72' | Chi tiết |                |

| Trung tâm ĐTBĐ Đào Hà | 0–7      | Viettel                                                                                     |
| --------------------- | -------- | ------------------------------------------------------------------------------------------- |
|                       | Chi tiết | - Ngọc Tú 11' - Văn Phong 25', 29' - Tùng Dương 35' - Hoàng Khanh 45+2', 62' - Đình Đức 51' |

| Luxury Hạ Long | 0–3      | PVF-CAND                                  |
| -------------- | -------- | ----------------------------------------- |
|                | Chi tiết | - Văn Sơn 2' - Mạnh Dũng 5' - Hải Nam 23' |

| Phú Thọ                                                                                            | 0–6      | Hà Nội |
| -------------------------------------------------------------------------------------------------- | -------- | ------ |
| - Trung Thành 24' - Quang Duyệt 29' - Trí Phong 41' - Đức Hoàng 71' - Văn Tuyến 82' - Giản Tân 85' | Chi tiết |        |

| Luxury Hạ Long | 0–1      | Phú Thọ         |
| -------------- | -------- | --------------- |
|                | Chi tiết | - Trung Đạo 90' |

| PVF-CAND      | 1–1      | Viettel        |
| ------------- | -------- | -------------- |
| - Anh Tuấn 7' | Chi tiết | - Hữu Tuấn 60' |

| Hà Nội          | 1–0      | Trung tâm ĐTBĐ Đào Hà |
| --------------- | -------- | --------------------- |
| - Trí Phong 14' | Chi tiết |                       |

| Viettel          | 1–0      | Hà Nội |
| ---------------- | -------- | ------ |
| - Tùng Dương 20' | Chi tiết |        |

| PVF-CAND                                                            | 6–0      | Phú Thọ |
| ------------------------------------------------------------------- | -------- | ------- |
| - Lê Phát 6' - Quang Tú 10', 31' - Gia Hưng 21', 33' - Huy Long 58' | Chi tiết |         |

| Trung tâm ĐTBĐ Đào Hà             | 2–1      | Luxury Hạ Long |
| --------------------------------- | -------- | -------------- |
| - Công Dương 37' - Văn Trường 65' | Chi tiết | - Mạnh Huy 23' |

### Bảng B
| VT | Đội                   | ST | T | H | B | BT | BB | HS  | Đ  | Giành quyền tham dự |
| -- | --------------------- | -- | - | - | - | -- | -- | --- | -- | ------------------- |
| 1  | Kon Tum               | 5  | 4 | 1 | 0 | 14 | 3  | +11 | 13 | Vòng chung kết      |
| 2  | SHB Đà Nẵng           | 5  | 3 | 2 | 0 | 11 | 3  | +8  | 11 | Vòng chung kết      |
| 3  | Quảng Nam             | 5  | 2 | 2 | 1 | 11 | 7  | +4  | 8  |                     |
| 4  | Huế                   | 5  | 1 | 2 | 2 | 7  | 8  | −1  | 5  |                     |
| 5  | Quảng Ngãi            | 5  | 1 | 0 | 4 | 1  | 16 | −15 | 3  |                     |
| 6  | Hoàng Anh Gia Lai (H) | 5  | 0 | 1 | 4 | 2  | 9  | −7  | 1  |                     |

### Bảng C
| VT | Đội            | ST | T | H | B | BT | BB | HS  | Đ  | Giành quyền tham dự |
| -- | -------------- | -- | - | - | - | -- | -- | --- | -- | ------------------- |
| 1  | Khánh Hòa      | 4  | 3 | 1 | 0 | 12 | 2  | +10 | 10 | Vòng chung kết      |
| 2  | Đắk Lắk (H)    | 4  | 2 | 2 | 0 | 10 | 2  | +8  | 8  | Vòng chung kết      |
| 3  | Tây Ninh       | 4  | 2 | 1 | 1 | 7  | 3  | +4  | 7  | Vòng chung kết      |
| 4  | Đồng Nai       | 4  | 1 | 0 | 3 | 5  | 11 | −6  | 3  |                     |
| 5  | Gama Vĩnh Phúc | 4  | 0 | 0 | 4 | 2  | 18 | −16 | 0  |                     |

### Bảng D
| VT | Đội                       | ST | T | H | B | BT | BB | HS  | Đ  | Giành quyền tham dự |
| -- | ------------------------- | -- | - | - | - | -- | -- | --- | -- | ------------------- |
| 1  | Thành phố Hồ Chí Minh (H) | 4  | 3 | 1 | 0 | 13 | 1  | +12 | 10 | Vòng chung kết      |
| 2  | Long An                   | 4  | 2 | 2 | 0 | 9  | 5  | +4  | 8  | Vòng chung kết      |
| 3  | Đồng Tháp                 | 4  | 2 | 1 | 1 | 10 | 7  | +3  | 7  |                     |
| 4  | Tiền Giang                | 4  | 1 | 0 | 3 | 6  | 16 | −10 | 3  |                     |
| 5  | Cần Thơ                   | 4  | 0 | 0 | 4 | 5  | 14 | −9  | 0  |                     |

### Các đội vượt qua vòng loại
| Câu lạc bộ            | Tư cách vượt qua vòng loại | Tham dự vòng chung kết | Thành tích tốt nhất                          |
| --------------------- | -------------------------- | ---------------------- | -------------------------------------------- |
| Đông Á Thanh Hóa      | Ba bảng A/Ba bảng tốt nhất | 4 lần                  | Hạng ba (2022)                               |
| Sông Lam Nghệ An      | Chủ nhà                    | 18 lần                 | Vô địch (2000, 2001, 2002, 2012, 2014)       |
| Viettel               | Nhất bảng A                | 13 lần                 | Vô địch (1997, 1998, 1999, 2020)             |
| Hà Nội                | Nhì bảng A                 | 10 lần                 | Vô địch (2013, 2015, 2016, 2018, 2019, 2022) |
| Kon Tum               | Nhất bảng B                | Lần đầu                | Lần đầu                                      |
| SHB Đà Nẵng           | Nhì bảng B                 | 19 lần                 | Vô địch (2003, 2008, 2009)                   |
| Khánh Hòa             | Nhất bảng C                | 12 lần                 | Vô địch (2007)                               |
| Đắk Lắk               | Nhì bảng C                 | 2 lần                  | Vòng bảng (2018)                             |
| Thành phố Hồ Chí Minh | Nhất bảng D                | 9 lần                  | Á quân (1997, 2008)                          |
| Long An               | Nhì bảng D                 | 12 lần                 | Á quân (2000)                                |
| PVF–CAND              | Ba bảng A/Ba bảng tốt nhất | 3 lần                  | Á quân (2019)                                |
| Tây Ninh              | Ba bảng C/Ba bảng tốt nhất | Lần đầu                | Lần đầu                                      |

1. ↑  Kế thừa thành tích của đội Thanh Hóa trước năm 2010.
2. ↑  Kế thừa thành tích của Thể Công.
3. ↑  Kế thừa thành tích của Khatoco Khánh Hòa trước đây.
4. ↑  Kế thừa thành tích của Phố Hiến.

## Địa điểm
Các trận đấu của vòng chung kết diễn ra tại ba địa điểm chính: sân vận động Thanh Hóa cho các trận đấu tại bảng A, sân vận động Trường Đại học Hồng Đức cho các trận đấu tại bảng B (cả hai sân cùng tại tỉnh Thanh Hóa) và sân vận động Vinh tại tỉnh Nghệ An cho các trận đấu tại bảng C.
| Thanh Hóa              | Thanh Hóa                            | Nghệ An           |
| ---------------------- | ------------------------------------ | ----------------- |
| Sân vận động Thanh Hóa | Sân vận động Trường Đại học Hồng Đức | Sân vận động Vinh |
| Sức chứa: 14.000       | Sức chứa: N/A                        | Sức chứa: 18.000  |
|                        |                                      | không khung       |

## Đội hình
Các cầu thủ từ 16 đến 21 tuổi (sinh từ ngày 1 tháng 1 năm 2002 đến ngày 31 tháng 12 năm 2007) có đủ điều kiện để tham dự giải đấu. Mỗi đội bóng phải đăng ký một danh sách gồm 18 đến 30 cầu thủ, trong đó có tối thiểu 2 thủ môn và tối đa 1 cầu thủ nước ngoài gốc Việt Nam (Quy định mục 5.3 và 7.2).

## Vòng bảng
Hai đội bóng đứng đầu mỗi bảng lọt vào vòng bán kết. Lễ bốc thăm chia bảng đã diễn ra vào lúc 14:00 ngày 15 tháng 12 năm 2022 tại Hội trường tầng 1, Nhà hàng Đông Á Palace, thành phố Thanh Hóa, tỉnh Thanh Hóa.
Các tiêu chí xếp hạng
Các đội được xếp hạng theo điểm (3 điểm cho 1 trận thắng, 1 điểm cho 1 trận hòa và 0 điểm cho 1 trận thua), và nếu bằng điểm, các tiêu chí sau đây sẽ được áp dụng theo thứ tự, để xác định thứ hạng:
1. Điểm trong các trận đối đầu trực tiếp giữa các đội bằng điểm;
2. Hiệu số bàn thắng thua trong các trận đối đầu trực tiếp giữa các đội bằng điểm;
3. Số bàn thắng ghi được trong các trận đối đầu trực tiếp giữa các đội bằng điểm;
4. Nếu có nhiều hơn hai đội bằng điểm, và sau khi áp dụng tất cả các tiêu chí đối đầu ở trên, một nhóm nhỏ các đội vẫn còn bằng điểm nhau, tất cả các tiêu chí đối đầu ở trên được áp dụng lại cho riêng nhóm này;
5. Hiệu số bàn thắng thua trong tất cả các trận đấu bảng;
6. Số bàn thắng ghi được trong tất cả các trận đấu bảng;
7. Sút luân lưu nếu chỉ có hai đội bằng nhau và gặp nhau trong lượt trận cuối của bảng;
8. Điểm kỷ luật (thẻ vàng = –1 điểm, thẻ đỏ gián tiếp = –3 điểm, thẻ đỏ trực tiếp = –3 điểm, thẻ vàng và thẻ đỏ trực tiếp = –4 điểm);
9. Bốc thăm.

### Bảng A
Các trận đấu diễn ra tại sân vận động Thanh Hóa, tỉnh Thanh Hóa.

### Bảng B
Các trận đấu diễn ra tại sân vận động trường Đại học Hồng Đức, thành phố Thanh Hóa.

### Bảng C
Các trận đấu diễn ra tại sân vận động Vinh, tỉnh Nghệ An.

## Vòng đấu loại trực tiếp
Trong vòng đấu loại trực tiếp, loạt sút luân lưu sẽ được sử dụng để quyết định đội thắng nếu hòa sau 90 phút chính thức (không có hiệp phụ).

### Chung kết
| PVF–CAND                                                 | 1–1      | Sông Lam Nghệ An                                         |
| -------------------------------------------------------- | -------- | -------------------------------------------------------- |
| Nguyễn Phương Nam 66'                                    | Chi tiết | Nguyễn Quang Vinh 66'                                    |
| Loạt sút luân lưu                                        |          |                                                          |
| - Lê Phát - Quốc Khánh - Quốc Trung - Quang Huy - Bá Đạt | 5–4      | - Nam Hải - Tiến Thắng - Văn Bách - Xuân Tiến - Bá Quyền |

## Thống kê

### Vô địch
| Vô địch Giải bóng đá Vô địch U-21 Quốc gia 2023 |
| ----------------------------------------------- |
| PVF–CAND Lần thứ 1                              |

### Các giải thưởng
Các giải thưởng dưới đây đã được trao sau khi giải đấu kết thúc:
| Vua phá lưới              | Cầu thủ xuất sắc nhất  | Thủ môn xuất sắc nhất          | Giải phong cách  |
| ------------------------- | ---------------------- | ------------------------------ | ---------------- |
| Nguyễn Gia Bảo (PVF–CAND) | Thái Bá Đạt (PVF–CAND) | Nguyễn Quang Trường (PVF–CAND) | Sông Lam Nghệ An |
| Nguyễn Ngọc Tú (Viettel)  | Thái Bá Đạt (PVF–CAND) | Nguyễn Quang Trường (PVF–CAND) | Sông Lam Nghệ An |

### Đội hình tiêu biểu
Đội hình tiêu biểu của giải đấu, do ban tổ chức bình chọn, là đội hình gồm những cầu thủ thi đấu ấn tượng nhất tại các vị trí được chọn lựa trong giải đấu.
| Cầu thủ                        | Cầu thủ | Cầu thủ                          | Cầu thủ | Cầu thủ                              | Cầu thủ  | Cầu thủ                     |
| Thủ môn                        | Hậu vệ  | Hậu vệ                           | Tiền vệ | Tiền vệ                              | Tiền đạo | Tiền đạo                    |
| ------------------------------ | ------- | -------------------------------- | ------- | ------------------------------------ | -------- | --------------------------- |
| Nguyễn Quang Trường (PVF–CAND) | LB      | Hồ Văn Cường (Sông Lam Nghệ An)  | LM      | Nguyễn Quang Vinh (Sông Lam Nghệ An) | CF       | Phạm Đình Duy (SHB Đà Nẵng) |
| Nguyễn Quang Trường (PVF–CAND) | CB      | Vũ Văn Sơn (Hà Nội)              | DM      | Ngô Đức Hoàng (Hà Nội)               | CF       | Phạm Đình Duy (SHB Đà Nẵng) |
| Nguyễn Quang Trường (PVF–CAND) | CB      | Võ Tiến Thắng (Sông Lam Nghệ An) | AM      | Nguyễn Gia Bảo (PVF–CAND)            | CF       | Nguyễn Ngọc Tú (Viettel)    |
| Nguyễn Quang Trường (PVF–CAND) | RB      | Lê Thắng Long (PVF–CAND)         | RM      | Thái Bá Đạt (PVF–CAND)               | CF       | Nguyễn Ngọc Tú (Viettel)    |

### Cầu thủ ghi bàn
Đã có 42 bàn thắng ghi được trong 15 trận đấu, trung bình 2.8 bàn thắng mỗi trận đấu.